# 後藤宙外
後藤 宙外（ごとう ちゅうがい、1867年1月27日（慶応2年12月22日） - 1938年（昭和13年）6月12日）は、明治後期から昭和初期に活躍した小説家、評論家。本名寅之助。

## 生涯
後藤三郎右衛門、斎藤サダ（花館村の斎藤勘左衛門の妹）の次男として生まれる。宙外の家家は後藤家の惣家とされる。なお、戸籍上の誕生日は慶応2年12月22日だが、宙外自身は12月23日、12月24日の二様に記述している。後藤家は元豪族の旧家であったが、父の代に没落していた。1879年（明治12年）、遊学のため兄と上京するが明治19年（1886年）に帰郷。1889年（明治22年）再上京し、東京専門学校（現早稲田大学）専修英語科に入学。その後文学科に転じ、卒業論文に山田美妙、尾崎紅葉、幸田露伴を論じる。1894年（明治27年）に卒業後は、坪内逍遙の推挽により「早稲田文学」彙報欄の記者となり、1895年（明治28年）、「早稲田文学」に『ありのすさび』を発表して文壇デビューを果たした。1897年（明治30年）に島村抱月、小杉天外、伊原青々園、水谷不倒と共に「丁酉文社（ていゆうぶんしゃ）」を結成、「新著月刊」を刊行し、評論集『風雲集』を共著した。
1900年（明治33年）、春陽堂に入社し、「新小説」編集主任となる。1901年（明治34年）5月、田園文学の実践として福島県北会津郡猪苗代湖畔に家を建て、そこから月に1週間ほど上京して編集の事務にあたるという生活を、1907年（明治40年）10月鎌倉に移り住むまで続けた。「新小説」には正宗白鳥の『寂寞』、夏目漱石の『草枕』、田山花袋の『蒲団』、岩野泡鳴の『耽溺』などの問題作が掲載された。
作家としては、明治30年代前半（1900年前後）あたりから、尾崎紅葉、泉鏡花らとの親交を深め、『ありのすさび』のような《深刻小説》や、政治小説『腐肉団』（1899年/明治32年）などの《社会小説》傾向の作風から、硯友社風の作風に転じ、言文一致による写実文学の潮流には最後まで与しなかった。
1907年（明治40年）、田山花袋が『蒲団』を発表すると、『非自然主義』（1908年/明治41年9月15日）を書いて反自然主義の立場を取る。1909年（明治42年）1月、鎌倉から東京市芝区へ転居後、同年2月より「寸鉄」という欄を「新小説」に設けて反自然主義の旗印を掲げ、同年4月には泉鏡花や登張竹風、笹川臨風らと「文芸革新会」を結成、各地で講演会を催したが、時代の流れに逆らうにとどまった。1910年（明治43年）、春陽堂を退社してのちは、次第に文壇から遠ざかった。
1914年（大正3年）5月に秋田時事社長として秋田に赴任、秋田市保戸野に居住、翌1915年（大正4年）4月、同社の社長を辞任し、仙北郡六郷町大町に移り住んだ。のちに本籍地もこの場所とした。

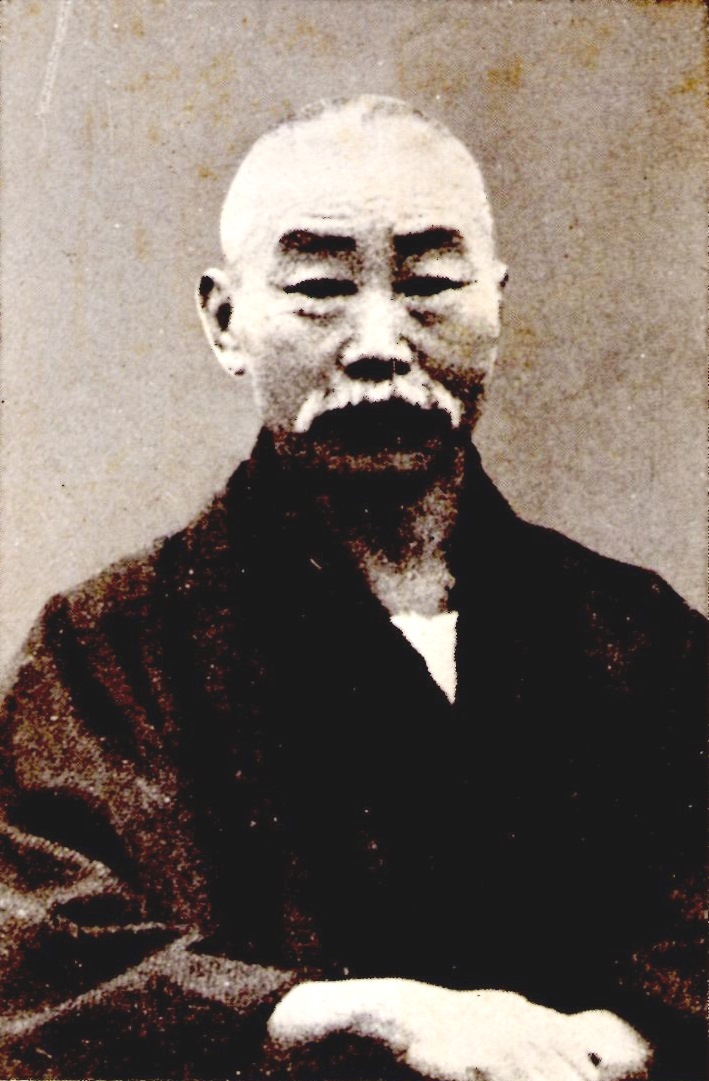
昭和11年頃の宙外

1919年（大正8年）春には推挙されて六郷町長に就任し、2期8年務めた。この間、東北地方の考古学・史学の研究に没頭し、払田柵跡に注目、調査研究につとめる。1929年（昭和4年）から翌年にかけて『仙北郡高梨村拂田柵址略図』を作成した。
1938年（昭和13年）6月12日、福島県北会津郡湊村（現・会津若松市）の猪苗代湖畔の別荘で脳卒中により死去。戒名は香雲院釈宙外。

## 家族
- 父・三郎右衛門
- 母・斎藤サダ
- 兄（大正六年五月北海道で死去[3]）
- 後妻・ヤス（茂又敬吉の妹[3]）
  - 宙外の次女・実子
  - 後藤稜次郎（実子の夫）

- 叔父・斎藤勘七（母の兄）

### エピソード
- 宙外の死後、後藤家は二女の実子の婿である稜次郎が継いだ[16]。稜次郎の生家は、十三軒ある後藤家の分家の内で、最も新しく幕末の頃に分れた家で、本家没落当時は後見をしていたことがある[3]。

## 文学者としての宙外
文学者としての宙外の活動は概ね、以下の3期に分けられる。
1. 家庭小説『ありのすさび』で文壇デビューを果たしたのち、政治小説『腐肉団』発表するまでの1895年から1900年までの時期。この間、宙外は『闇のうつゝ』『誰が罪』『思ひざめ』などを発表して注目され、その一方で「新著月刊」を編集し、森鷗外との「性格論争」をふくむ活発な評論活動を展開した[17]。
2. 春陽堂に入社後、猪苗代湖畔に暮らしながら創作活動をつづけ、編集に従事した1900年ごろから自然主義興隆の1907年ごろまで。この時期はいわば「硯友社の客将」とみなされ、泉鏡花、国木田独歩、徳田秋声らの作品を紹介する一方、薄田泣菫や正宗白鳥らの新人を発掘して「新小説」黄金時代をもたらした[17]。一方ではみずから晩年に著した『明治文壇回顧録』で述べるように「思想惑乱の時代」でもあって、創作上の限界を感じていた時期にあたる。東京専門学校時代からの学友で文学上のライバルでもあった島村抱月を強く意識した[17]。
3. 反自然主義を唱えてから春陽堂退社までの1907年ごろから1910年暮れまでの時期。ヨーロッパ留学から帰国した抱月に対して羨望と劣等感を感じながら、性格の違いもあって硯友社文学の生き残りのような状況を呈していた。こののち小説は散発的にしか書かなくなり、春陽堂退社をもって事実上の文壇引退とみなすことができる[17]。

## 主な作品
- 『ありのすさび』 「早稲田文学」明治28年（1895年）5月 - 10月。
- 『闇のうつゝ／狂美人』 「新小説」第4号、明治30年（1897年）9月、春陽堂。
- 『腐肉団』 「時事新報」明治32年（1899年）6月 - 8月。明治33年（1900年）7月、春陽堂 刊。
- 『思ひざめ』 明治30年（1897年）12月、東華堂。
- 『新機軸』 明治31年（1898年）12月、春陽堂。
- 『非自然主義』 明治41年（1908年）9月、春陽堂。
- 『明治文壇回顧録』 「芸術殿」昭和8年（1933年） - 昭和10年（1935年）。昭和11年（1936年）5月、岡倉書房 刊。